# Corral Viejo, Veracruz
Corral Viejo är en ort i Mexiko.   Den ligger i kommunen Huayacocotla och delstaten Veracruz, i den sydöstra delen av landet, 130 km nordost om huvudstaden Mexico City. Corral Viejo ligger 2 640 meter över havet och antalet invånare är 123.
Terrängen runt Corral Viejo är huvudsakligen kuperad. Corral Viejo ligger uppe på en höjd. Runt Corral Viejo är det ganska glesbefolkat, med 43 invånare per kvadratkilometer. Närmaste större samhälle är Carbonero Jacales, 4,1 km norr om Corral Viejo. I omgivningarna runt Corral Viejo växer huvudsakligen savannskog.